# Gescheiterte Geiselbefreiung in Bulo Marer
Die Gescheiterte Geiselbefreiung in Bulo Marer am 11. Januar 2013 war der Versuch einer Eliteeinheit des französischen Militärs, den von der somalischen al-Shabaab-Miliz gefangen gehaltenen Geheimagenten „Denis Allex“ in Bulo Marer (Somalia) zu befreien. Die Operation scheiterte und „Denis Allex“ wurde infolgedessen wahrscheinlich getötet.

## Hintergrund der Geiselnahme
Denis Allex (Pseudonym) war ein Angehöriger des französischen Nachrichtendienstes Direction Générale de la Sécurité Extérieure (DGSE), der im Jahr 2009 zusammen mit seinem Kollegen Marc Aubrière (Pseudonym) Soldaten der somalischen Übergangsregierung in Mogadischu ausgebildet hat. Beide wurden am 14. Juli 2009 durch Kriminelle aus ihrem Hotel in Mogadischu entführt und verschleppt. Während des Abtransports fielen beide Agenten in die Hände der islamistischen Hizbul Islam. Diese entschied sich dazu, die Geiseln zu trennen und Denis Allex an die verbündete al-Shabaab-Miliz zu übergeben. Marc Aubrière gelang allerdings wenige Wochen nach seiner Geiselnahme die Flucht. Trotz diplomatischer Bemühungen der französischen Regierung Denis Allex’ Geiselhaft zu beenden, blieb er bis Anfang 2013 in Gefangenschaft der islamistischen Extremisten.

## Geiselbefreiungsoperation
Nach intensiver, nachrichtendienstlicher Suche gelang es den französischen Behörden, den Aufenthaltsort der Geisel nahe der somalischen Ortschaft Bulo Marer zu lokalisieren. Dazu wurde ein ausgeklügeltes Informantensystem vor Ort eingerichtet, um das betreffende Haus zu überwachen und zu analysieren.
Das Gehöft wurde daraufhin in Frankreich originalgetreu nachgebaut, um daran eine mögliche Geiselbefreiung zu üben.

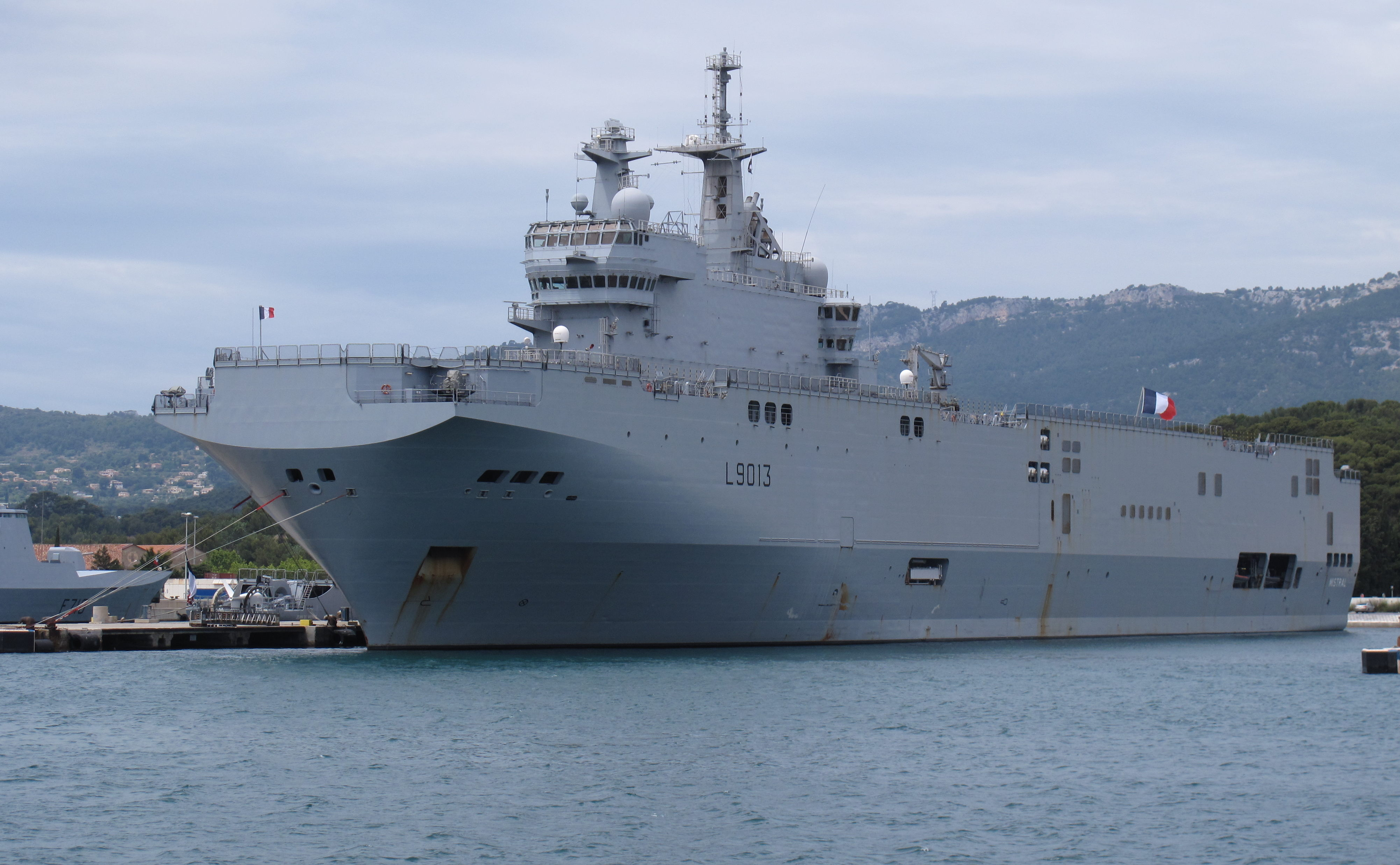
Hubschrauberträger Mistral

In Vorbereitung des Unternehmens wurde der französische Hubschrauberträger Mistral vor der Küste Somalias stationiert. Eine Einheit französischer Elitesoldaten sollte mit Eurocopter EC 725 Transporthubschraubern unter Schutz von Eurocopter Tiger Kampfhubschraubern und amerikanischen Kampfflugzeugen in der Nähe der Ortschaft Bulo Marer anlanden und dann die Geiselbefreiung durchführen.

### Verlauf
Die Operation begann am 11. Januar 2013 gegen zwei Uhr Nachts. Ein Einsatzverband von 50 Soldaten startete von der Mistral mit fünf Hubschraubern in das Einsatzgebiet. Die Einheit landete etwa zehn Kilometer vom Einsatzort entfernt und bewegte sich im Anschluss zu Fuß auf das Gehöft, in dem Denis Allex vermutet wurde. Kurz vor dem Zugriff wurde die Einheit durch einen Bewaffneten entdeckt, der versehentlich durch einen französischen Soldaten aus dem Schlaf geweckt wurde. Bevor dieser erschossen wurde, gelang es ihm, die restlichen Bewacher zu alarmieren. Daraufhin brach ein einstündiges Feuergefecht aus, bei dem zwei Kommandosoldaten und mehrere al-Shabaab-Milizionäre getötet wurden. Denis Allex wurde während des Gefechts von seinen Bewachern erneut verschleppt und dann vermutlich exekutiert.
Der Einheit gelang es, den Ort zu verlassen und sie wurde von den Hubschraubern ausgeflogen. Die Leiche eines Angehörigen des Kommandos musste jedoch vor Ort zurückgelassen werden.

## Auswirkungen
Die somalische Übergangsregierung verurteilte die Operation am 13. Januar 2013, weil sie ohne ihre Billigung durchgeführt wurde.
Am 14. Januar 2013 veröffentlichte die al-Shabaab-Miliz auf ihrem Twitter-Account drei Fotos eines getöteten, hellhäutigen Militärangehörigen umgeben von Ausrüstung und Waffen mit der Frage: "War es das wert, Herr Hollande?" Es ist davon auszugehen, dass es sich bei dem Toten um den in Bulo Marer zurückgelassenen Kommandosoldaten handelt.
Der US-amerikanische Präsident Barack Obama informierte den Kongress am 14. Januar 2013 darüber, dass amerikanische Kampfflugzeuge am 11. Januar 2013 im somalischen Luftraum eingesetzt wurden, jedoch nicht in die Geiselbefreiungsoperation eingegriffen haben.
Am 16. Januar 2013 bestätigte der französische Präsident François Hollande den Tod des Agenten Denis Allex. Einen Tag darauf verkündete die al-Shabaab-Miliz abermals über Twitter, man habe Denis Allex hingerichtet.